# 1982 في تركيا
فيما يلي قوائم الأحداث التي وقعت خلال عام 1982 في تركيا.

## سياسة

### انتهاء فترة المنصب
- 14 يوليو – توركوت أوزال نائب رئيس وزراء تركيا.

## أفلام
من الأفلام التي صدرت هذه السنة في تركيا:
- 1 يناير – الطريق من إخراج يلماز كوني، Şerif Gören [الإنجليزية]‏.

## مواليد

### يناير
- 1 يناير – أيفر دونمز ممثلة تركية.
- 1 يناير – فاطمة توبتاش ممثلة تركية.
- 3 يناير – أشرف أباك
- 16 يناير – تونجاي شانلي لاعب كرة قدم تركي.
- 22 يناير – سيديف إيفيتشي

### فبراير
- 8 فبراير – شازيي إفجين لاعبة كرة سلة تركية.
- 14 فبراير – أوزغي بوراك ممثلة تركية.
- 14 فبراير – إبراهيم تشيليكول ممثل تركي.
- 22 فبراير – بوجرا جولسوي ممثل تركي.

### أبريل
- 14 أبريل – أوغور بورال لاعب كرة قدم تركي.
- 19 أبريل – قادير دوغلو ممثل تركي.

### مايو
- 5 مايو – بوراك يتير موسيقي تركي.
- 21 مايو – سايجين سويسال ممثل تركي.

### يوليو
- 5 يوليو – توبا بويوكستون ممثلة تركية.
- 13 يوليو – عائشه تشيدم باتور ممثلة تركية.
- 24 يوليو – أوميت سونكول لاعب كرة سلة تركي.

### أغسطس
- 15 أغسطس – هلال كابلان صحفية تركية.
- 26 أغسطس – توجي كازاز
- 27 أغسطس – بيرغوزار كوريل ممثلة تركية.

### أكتوبر
- 28 أكتوبر – أوزغي أولوسوي
- 28 أكتوبر – برك أوكتاي ممثل تركي.

### نوفمبر
- 3 نوفمبر – إيجيمين كوركماز لاعب كرة قدم تركي.

### ديسمبر
- 10 ديسمبر – سلطان كوزن
- 31 ديسمبر – دنيز جكير ممثلة تركية.

## وفيات

### مايو
- 18 مايو – حامد الآمدي (مواليد 1893)
- 22 مايو – جودت صوناي (مواليد 1899)

### سبتمبر
- 6 سبتمبر – عذراء أرهات (مواليد 1915) كاتبة تركية.